# Valentijn Dhaenens
Pour les articles homonymes, voir Dhaenens.
Valentijn Dhaenens, né le 28 novembre 1976 à Gand en Belgique, est un acteur belge.

## Filmographie
- 1998 S. (nl) (Sexy... Sensual... Sinful...)
- 1998 : Brussels Midnight (court métrage)
- 2000 : Recht op recht (série télévisée) : Mich Vantongeren
- 2002 : Meisje : le Disco boy
- 2004 : La Trinité (court métrage)
- 2005 : Witse (série télévisée) : Alex Stuyck
- 2008 : Koning van de Wereld (nl)
- 2009 : Esther's (court métrage)
- 2009 : Afterday (court métrage) : Thomas
- 2009 : De helaasheid der dingen : Günther
- 2009 : Mr Nobody : Julian
- 2009 : Nachtraven (court métrage) : Seth
- 2010 : Oud België (série télévisée) : l'inspecteur du travail
- 2010 : Copacabana : Fons
- 2011 : Zone stad (série télévisée) : Giuseppe Miccoli
- 2011 : Kiss & Cry : le narrateur
- 2011 : Ou va la nuit : Vincent
- 2011 : Pelgrim (court métrage) : Henry
- 2011 : Louis la Brocante (série télévisée) : Niels
- 2011 : De hoer en het meisje (téléfilm)
- 2012 : Aspe (série télévisée) : Timo Janssens
- 2012 : Code 37 (série télévisée) : Max Serneels
- 2012 : Under the Weight of Clouds
- 2013 : Until It Hits You (court métrage)
- 2013 : Albert II (série télévisée) : Guy Verhofstadt
- 2014 : Fucking Suburbia (court métrage) : Noels
- 2015 : Artaud, le Suréel y los Tarahumaras : capitaine Van der Meersch
- 2018 : Girl de Lukas Dhont